# Proximus 11
Proximus 11, tot eind 2014 bekend onder de naam Belgacom 11, is een Belgische televisiezender. Het is in handen van Proximus (voorheen: Belgacom). Proximus 11 zendt alle voetbalwedstrijden uit van de Belgische Jupiler Pro League van seizoen 2005-2006 tot het seizoen 2010-2011. Vanaf het seizoen 2011-2012 zendt Proximus 11 5 van de 8 wedstrijden op zaterdagavond live uit per speeldag. Daarbij kocht men de live-rechten voor de Portugese Primeira Liga en vanaf het seizoen 2012-2013 de Vlaamse uitzendrechten voor de Spaanse Primera Division en de UEFA Champions League. Voor deze competities lanceert Proximus op 27 juli 2012 de betaalzender Proximus 11+ waarop de Champions League en Spaans en Portugees voetbal te zien zullen zijn tegen een maandelijks bedrag. Proximus 11 was gratis beschikbaar voor de Eerste en Tweede Klasse Voetbal tot het moment dat Telenet, VOO en Proximus samen alle rechten van de Jupiler Pro League op niet-exclusieve basis binnenhaalden. Vanaf het seizoen 2016-2017 wordt de volledige Proximus League (klasse 1B) uitgezonden, wat neerkomt op 4 matchen per speeldag. Deze uitzendrechten zijn wel op exclusieve basis, waardoor deze enkel te bekijken zijn via Proximus, en niet via Telenet en VOO.

## Zenders
- Proximus 11 (HD, 3 zenders)
- Proximus 11+ (9 zenders)
- Eleven Sports 1* (HD)
- Eleven Sports 2* (HD)
- Eleven Sports 3* (HD)
- Eurosport 1* (HD)
- Eurosport 2* (HD)
- Extreme Sports*
- MotorsTV*
- Sport 10* (HD)

```
* = Extra zender in het pakket die geen eigendom is van Proximus zelf.
```

## Programma's
- Samenvattingen van alle matchen
- Club day
- Match of the day
- Match of the season

## Overzicht aanbod

### Voetbal
- Jupiler Pro League, Proximus League (België)
- Crocky Cup / Beker van België
- FA Cup, The Championship (Engeland)
- Bundesliga, DFB Pokal (Duitsland)
- Serie A (Italië)
- Premier League, Challenge Cup, League Cup (Schotland)
- La Liga, de finale van de Copa del Rey (Spanje)
- MLS (Noord-Amerika)
- Primeira Liga (Portugal)
- Champions League
- UEFA nations League
- Kwalificatiewedstrijden EK/WK

### Basketbal
- Belgische competitie
- NBA

### Tennis
- ATP World Tour 250

### Wielrennen
- Aviva Tour of Britain (8 ettapes)
- Giro del trentino
- Vuelta a burgos

### Hockey
- Belgische Competitie
- FIH Pro League
- Europees Kampioenschap

### American Football
- NFL

### MMA
- Cage Warrior Fighting Championship
- UFC

Geschiedenis van de Vlaamse televisie